# Nowotieriajewo
Nowotieriajewo (ros. Новотеряево) – osiedle w Rosji, w obwodzie moskiewskim, w rejonie ruzskim. W 2021 liczyło 305 mieszkańców.